# 威廉·布罗德
威廉·J·布罗德（英語：William J. Broad，1951年3月7日—）是一位美国科学记者，《纽约时报》资深作家，主要作品有《背叛真理的人们：科学殿堂中的弄虚作假》（Betrayers of the Truth: Fraud and Deceit in the Halls of Science，与尼古拉斯·韦德合著，1982年）、《瑜伽的科学》（The Science of Yoga: The Risks and the Rewards ，2012年）等。